# Joseph Laporte
Joseph "Joe" Laporte, (Mont-real, 31 de març de 1907 - Quebec, 12 de maig de 1983) fou un ciclista canadenc. Com a ciclista amateur va competir en diferents proves als Jocs Olímpics de 1924 i de 1928. Com a professional va disputar algunes curses de sis dies. Guanyà els Sis dies de Mont-real de 1930 fent equip amb Piet van Kempen.

## Palmarès
- 1930
  - 1r als Sis dies de Mont-real (amb Piet van Kempen)